# セシル・ドウィット＝モレット
セシル・アンドレ・ポール・ドウィット＝モレット（Cécile Andrée Paule DeWitt-Morette、 (1922年12月21日 - 2017年5月8日）は、フランスの数学者・物理学者である。フランスアルプスで夏に開催されるエコール・ドゥ・フィジック・デ・ズーシュ（レ・ズーシュ物理スクール）を創始したことで知られる。

## 生涯
セシル・モレットは1922年12月21日にパリで生まれ、ノルマンディーのカーンで育った。
1943年にカーン・ノルマンディー大学で理学の学士号を取得した。元々は外科医を志望していたが、第二次世界大戦中のフランスでは医学部への入学機会が限られていたため、数学・物理学・化学を専攻した。
学士号取得後はパリ大学の大学院に入学した。大学院在学中、ノルマンディー上陸作戦を支援するための連合軍によるカーン爆撃で、母・姉・祖母が死亡した。1944年、当時フレデリック・ジョリオ＝キュリーの指揮下にあった国立科学研究センターの職を得た。1946年から1947年までダブリン高等研究所で研究員として働いた。1947年にパリ大学で博士号を取得した。博士論文のタイトルは"Sur la production des mésons dans les chocs entre nucléons"（核子同士の衝突における中間子の生成について）だった。
1948年、所長に就任したばかりのロバート・オッペンハイマーの招聘によりアメリカ・ニュージャージー州のプリンストン高等研究所(IAS)の研究員となった。ここでリチャード・ファインマンが提唱した量子力学の計算の経路積分法に興味を持ち、この方法を厳密なものにするための研究を行った。モレットの研究の結果、ファインマン・ダイアグラムとその根底にある数学が広く利用されるようになった。IAS在籍中にアメリカ人物理学者ブライス・ドウィットと出会い、1951年に結婚して複合姓の「ドウィット＝モレット」を名乗るようになり、4人の子供をもうけた。
ドウィット＝モレットは、戦後のフランスの数学と物理学の研究を活性化させるため、1951年にフランスアルプス山中でサマースクール「エコール・ドゥ・フィジック・デ・ズーシュ」を開始した。ドウィット＝モレットは、大臣室にいきなり乗り込んで資金を獲得したことや、男性の同僚に頼んで、自分のアイデアであるかのように装って支持を広めてもらったことなどを後に語っている。ドウィット＝モレットはその後、22年にわたってこのサマースクールを主催した。このサマースクールの参加者からは、20人のノーベル賞受賞者が生まれた 。ピエール＝ジル・ド・ジェンヌ、ジョルジュ・シャルパク、クロード・コーエン＝タヌージは、このサマースクールが自身の成功の助けとなったと語っている。フィールズ賞を受賞したアラン・コンヌは、このサマースクールが数学者としてのキャリアのきっかけになったと述べている。1958年、北大西洋条約機構(NATO)は、このサマースクールを基礎とした上級研究センターに資金を提供した。
1953年、重力研究財団の評議員だったアグニュー・バーンソンは、ブライス・ドウィットに重力研究所を設立するための資金提供を提案した。研究所の名前を「場物理学研究所」(Institute for Field Physics)とすることで合意し、ドウィット夫妻の指揮の下で1956年にノースカロライナ大学チャペルヒル校に設立された。
1958年、ドウィット＝モレットはフランスの数学者レオン・モチャーンをIASに招いた。モチャーンは、数学、理論物理学、人間科学の方法論の3分野の基礎研究に特化した研究所の設立を思い立ち、後にフランス高等科学研究所(IHÉS)を設立した。
大学への多大な貢献にもかかわらず、ノースカロライナ大学はドウィット＝モレットを昇進させなかった。テキサス大学オースティン校での職をオファーされたため、1972年1月に指導していた学生とともに夫妻で移籍した。これ以降、ドウィット＝モレットは物理学の研究に重きを置くようになり、1985年に教授となった。
1972年、ドウィット＝モレットは夫とともに、モーリタニアで一般相対性理論を検証する実験のための遠征を指揮した。この実験は、一般相対性理論で予測される、重力場によって光の進路が曲がることを確認するために1919年にアーサー・エディントンが行った実験を改良したもので、モーリタニアでの日食中に行われた。その6か月後に撮影された写真と比較し、巨大な物体の側を通過した光の進路が理論通りに曲がっていることが確認された。
1987年、ドウィット＝モレットは夫とともに、モスクワで開催された量子重力セミナーに参加した。
2004年に夫のブライスが癌により死去した。サマースクールの開講などの功績により、2007年にレジオンドヌール勲章アメリカ協会から生涯功労賞を受賞した。2017年5月8日に死去した。

## 主な論文と著書
- L’Energie Atomique, de Gigord, Paris (1946)
- Cross-Sections for Production of Artificial Mesons, C. Morette and H.W. Peng, Nature 160 (1947) 59-60
- Particules Elémentaires, Hermann, Paris (1951)
- Black holes (Cécile DeWitt-Morette, Bryce Seligman DeWitt, 1973)
- (With Y. Choquet-Bruhat and M. Dillard-Bleick) Analysis, Manifolds and Physics, (1977)[20]
- I.T. for Intelligent Grandmothers, (1987)[21]
- (With Y. Choquet-Bruhat) Analysis, Manifolds, and Physics. Part II. (1989)
- Quantum field theory: perspective and prospective (1999) ISBN 0-7923-5672-1 (Cécile DeWitt-Morette, Jean-Bernard Zuber, eds.)
- (With P. Cartier) Functional Integration, Action and Symmetries (2006)[5]

## 賞と栄誉
- アメリカ物理学会会員
- 欧州物理学会会員
- 国家功労勲章シュヴァリエ（1981年）
- 教育功労章シュヴァリエ（1991年）
- Prix du rayonnement français（1992年）
- レジオンドヌール勲章シュヴァリエ（1999年）
- マルセル・グロスマン賞（2002年）
- レジオンドヌール勲章オフィシエ（2011年）